# Ectatoderus feai
Ectatoderus feai is een rechtvleugelig insect uit de familie Mogoplistidae. De wetenschappelijke naam van deze soort is voor het eerst geldig gepubliceerd in 1917 door Lucien Chopard.